# Bobby Whitlock

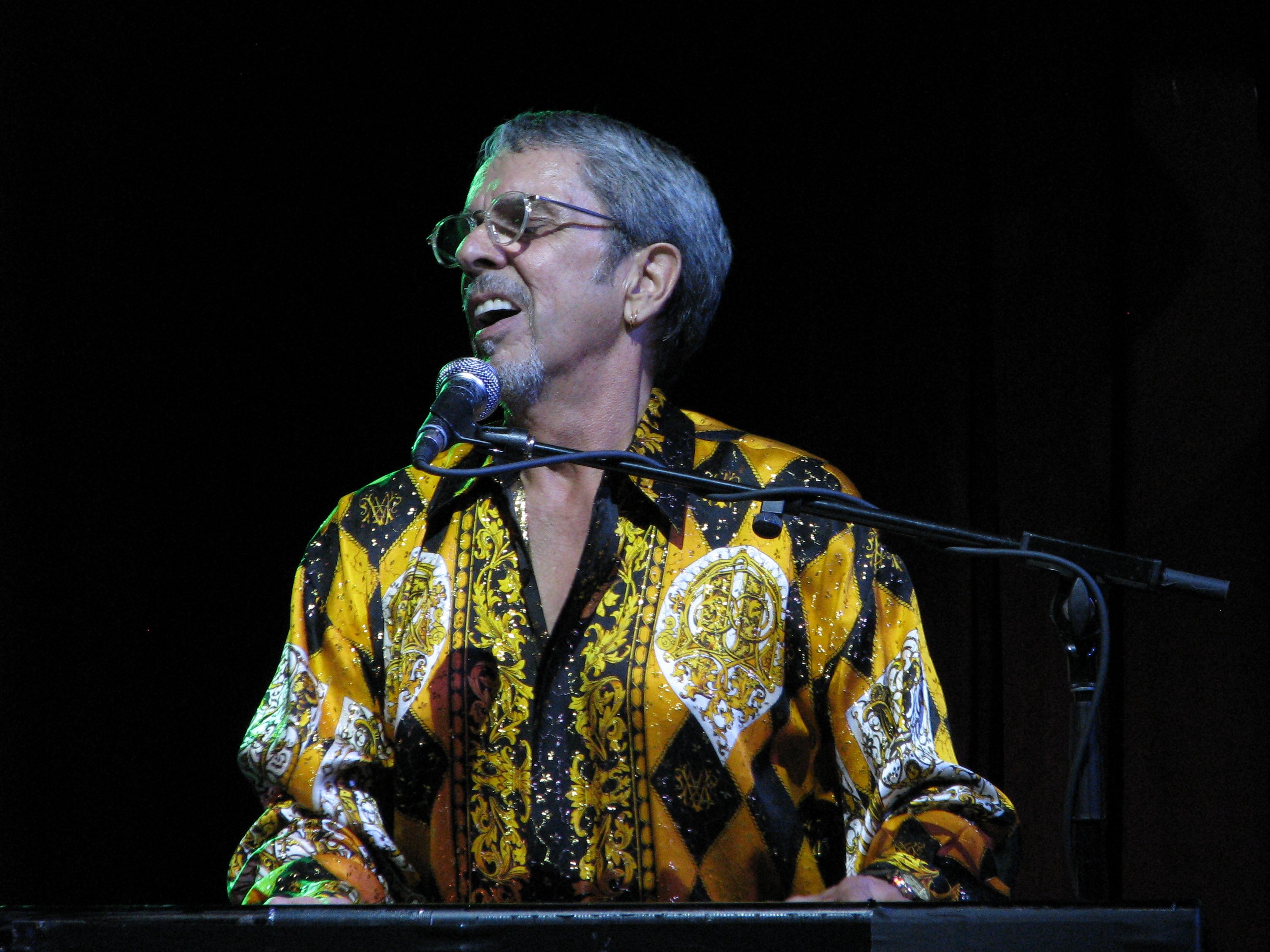
Bobby Whitlock, 2015

Robert Stanley „Bobby“ Whitlock (* 18. März 1948 in Millington, Tennessee; † 10. August 2025 in Texas) war ein US-amerikanischer Keyboarder und  Mitglied von Derek and the Dominos.

## Karriere
Whitlock arbeitete bereits als Jugendlicher als Studiomusiker bei Stax Records, wo er als erster weißer Musiker einen Vertrag erhielt. Ende der 1960er Jahre wurde er Mitglied der Band Delaney, Bonnie & Friends. Zu dieser Zeit war Eric Clapton als Leadgitarrist mit der Band auf Tournee. Clapton engagierte Whitlock daraufhin als Musiker für sein erstes Soloalbum. Zwischenzeitlich hatten sich Delaney, Bonnie & Friends aufgelöst, Whitlock arbeitete derweil weiter mit Clapton zusammen, unter anderem spielten sie auf George Harrisons erstem Soloalbum nach der Trennung der Beatles, All Things Must Pass. Direkt im Anschluss gründete Clapton die Band Derek and the Dominos. Whitlock schrieb fünf der Titel des Albums Layla and Other Assorted Love Songs (unter anderem Tell the Truth) zusammen mit Clapton; das Stück Thorn Tree in the Garden stammt komplett aus seiner Feder. Er arbeitete auch als Studiomusiker an dem Rolling-Stones-Album Exile on Main Street.
Whitlock veröffentlichte in den 1970er Jahren vier Soloalben. Erst Ende der 1990er Jahre folgte ein weiteres Album. Seit 2001 arbeitete er mit CoCo Carmel, seine letzte Veröffentlichung war Lovers 2008.

## Veröffentlichungen
- 1972: Bobby Whitlock
- 1972: Raw Velvet
- 1975: One of a Kind
- 1976: Rock Your Sox Off
- 1999: It’s About Time
- 2003: Other Assorted Love Songs, Live from Whitney Chapel (mit CoCo Carmel)
- 2008: Lovers (mit CoCo Carmel)